# Virappa Nayaka
Virappa Nayaka fou virrei de Madura per compte de Vijayanagar. Era fill de Krishnappa Nayaka I al que va succeir el 1572. Mr. Rangachari parla d'un associat al tron, Visvanatha II, però això és dubtós.
Sundarattol Mavali Vanadarayar fill il·legítim del rei pandya i senyor del país de Bana, on els pandyes s'havien establert vers 1261-1272, s'hauria apoderat de Mavalivanam, fortificat Manamadurai i Kalaiyarkovil i apoderat del territori veí. El virrei va reaccionar ràpidament i el palayman fou confiscat.
Nelson i Mr. Rangachari el consideren un rei supeditat al general Ariyanatha, dajavay i pradhani, però és possible que l'autoritat d'aquest fos limitada a un territori, ja que no hi ha evidencies d'haver estat un poder a l'ombra. Les inscripcions no en diuen res i asseguren el control de Virappa sobre els feudataris com els pandyes de Tenkasi i el Tiruvadi, i governant en nom de Vijayanagar. Efectivament hi a constància d'actuacions dels reis de Vijayanagar al virregnat amb inscripcions de Venkata I (de 1586, 1588 i 1590); una inscripció de 1594 expressament esmenta Virappa com a feudatari de Venkata; en aquest temps hi va haver tres reis de Vijayanagar però només Venkata exercí un control del que resta constància, si bé no hi ha dubte de la lleialtat de Virappa a tots tres. El control de Vijayanagar es va afluixar després de Venkata. La capital de Vijayanagar s'havia traslladat a Penukonda però la seva autoritat a Madura no es va posar en qüestió: a la mort del rei Tirumala el va succeir Sriranga amb seu a Penukonda i el seu germà Rama, va esdevenir virrei de Srirangapattanam, mentre un tercer germà, Venkata, va esdevenir virrei d'una regió que incloïa Madura. Sriranga va morir sense successió i Rama el va premorir i llavors Venkata va esdevenir gran rei únic. Sembla que en aquest temps hi va haver una revolta a Madura (que no seria una revolta del virrei sinó en la regió al seu càrrec) i Venkata va enviar a reprimir-la al seu nebot Tirumala (fill de Rama) però aquest va fer causa comuna amb els rebels i es va apoderar de Srirangapattanam; Venkata va fer retornar Madura a l'obediència mentre Srirangapattanam esdevenia en la pràctica independent.
Va restaurar la fortalesa de Trichinopoly, en va construir una a Aruppukkottai (Ramnad), així com a murs de defensa al temple de Chidambaram, entre altres construccions.
Vers 1592 els jesuïtes van establir una missió a Madura dirigida pel pare G. Fernández, que volia convertir a les classes dirigents del regne. Es va construir una església amb permís reial. Va treballar 14 anys sense resultats (no va convertir ni una sola persona), ja que els portuguesos (anomenats parangis) no eren ben vistos.
Va morir després de 22 anys i 9 mesos de regnats al començament de setembre de 1595. Va deixar tres fills: Kumara Krishnappa, Vtevappa, i Kasturi Rangappa i el va succeir el primer, el gran; la primera inscripció del successor Krishnappa Nayaka II, té data d'abril del 1596.